# Camilo da Silva Sanvezzo
Camilo da Silva Sanvezzo, genannt Camilo, (* 21. Juli 1988 in Presidente Prudente) ist ein brasilianischer Fußballspieler.

## Karriere
Camilo spielte in Brasilien für den Oeste Paulista EC in seiner Heimatstadt Presidente Prudente und ab 2009 für Corinthians Alagoano. Im Sommer 2009 wechselte Camilo zum maltesischen Erstligisten FC Qormi, der Kontakt zu dem Klub kam über seinen früheren Mannschaftskameraden Lucas Ramón dos Santos zustande, der Camilo von der Stürmersuche des Vereins in Kenntnis setzte. In Malta erzielte der Angreifer in der Saison 2009/10 in 22 Ligaeinsätzen 24 Tore und wurde damit Torschützenkönig der Maltese Premier League. Am Saisonende verpasste der Klub die erstmalige Qualifikation für einen UEFA-Wettbewerb erst in einem Play-off-Spiel gegen die punktgleichen Sliema Wanderers. Auch im Pokalwettbewerb war Camilo mehrfach erfolgreich und erreichte mit Qormi das Finale, in dem ein von ihm verwandelter Strafstoß die 1:2-Niederlage gegen den FC Valletta nicht verhindern konnte. Am Saisonende wurde er zudem als bester Stürmer der Liga ausgezeichnet, bevor er nach einem Jahr Malta wieder verließ und nach Korea in die K-League zu Gyeongnam FC wechselte. Sein dortiger Aufenthalt war allerdings nur von kurzer Dauer, nach sieben Einsätzen ohne Treffer verließ er Korea bereits Ende 2010 wieder.
Im Februar absolvierte Camilo ein Probetraining beim kanadischen MLS-Klub Vancouver Whitecaps und erhielt schließlich im März 2011 einen Vertrag. In seinem Startelfdebüt für die Whitecaps erzielte er gegen Sporting Kansas City zwei Tore in der Nachspielzeit und sicherte seinem Team damit einen Punkt. Camilo war der erste Spieler in der Geschichte der MLS, dem zwei Tore in der Nachspielzeit einer Partie gelangen und wurde für seine Leistung als Spieler der Woche ausgezeichnet. In der MLS-Saison 2013 erzielte er die meisten Tore in der Regular Season.
Im Januar 2014 wechselte Camilo zum Mexikanischen Erstligaverein Querétaro FC. Hier blieb Camilo bis Juli 2019 dann wechselte er zum Ligakonkurrenten Club Tijuana. Ein Jahr später zum Mazatlán FC.

## Erfolge
- FA Trophy: 2009/10
- Primeira Liga: 2008/09

## Auszeichnungen
- Maltese Premier League: Torschützenkönig (2009/10)
- Vancouver Whitecaps: Spieler des Jahres (2011, 2013)
- Canadian Championship: Golden Boot (2013)